# 圣托尔夸托
圣托尔夸托，是西班牙拉里奥哈自治区的一个市镇。总面积11平方公里，总人口96人（2001年），人口密度9人/平方公里。